# گاجیانو
گاجیانو (به ایتالیایی: Gaggiano) یک کومونه در ایتالیا است که در استان میلان واقع شده‌است.

## خصوصیات
گاجیانو ۲۶٫۷ کیلومترمربع مساحت و ۸٬۳۶۰ نفر جمعیت دارد.